# Espacio localmente anillado
Un espacio localmente anillado es un espacio topológico X, junto con un haz F de anillos conmutativos sobre X.
El haz F es también llamado el haz estructural del espacio localmente anillado X, y  a veces se denota: OX.
- Datos: Q91438488